# Andrea Fortebraccio
Andrea Fortebraccio, także Braccio da Montone (ur. 1 lipca 1368 w Perugii, zm. 5 czerwca 1424 w L’Aquili) – włoski kondotier.
Był gubernatorem Bolonii, rektorem Rzymu, panem Perugii i szeregu innych miast, księciem Kapui, hrabią Foggii, wielkim konstablem Królestwa Neapolu. Dzięki prowadzonej przez siebie polityce, był o krok od utworzenia w XV w. jednolitego państwa na terenie środkowej Italii.

## Życiorys
Braccio da Montone urodził się w Perugii w Umbrii, w rodzinie szlacheckiej Oddiego Fortebracciego i Giacomy Montemelini. Będąc jeszcze chłopcem został paziem u boku Guido d'Asciano. W wyniku niepowodzeń polityczno-militarnych rodzina Fortebraccich została zmuszona do opuszczenia miasta. Utraciła również zamek w Montone w górnej dolinie Tybru w północnej Umbrii. Andrea rozpoczął wówczas życie najemnika, wstępując do Bractwa św. Jerzego (wł. Compagnia di San Giorgio), w której służył przyszły jego rywal Muzio Attendolo Sforza. Nauczycielem żołnierskiego fachu był w tej grupie najemników kondotier Alberico da Barbiano.
W 1390 Andrea wrócił do Montone i z pomocą dwóch braci, zabił trzech członków wrogiej frakcji Raspantich. Za przypadkowe zabicie mieszkańca Tifernate został ukarany przez władze miasta Città di Castello, zyskując wówczas przydomek Braccio. Fortebraccio opuścił ponownie rodzinne strony, założył własną drużynę najemników i przystał do Montefeltrich, którzy występowali przeciwko rodzinie Malatesta. W 1391 został ranny podczas oblężenia twierdzy w Fossombrone. W wyniku tej batalii nieznacznie kulał. Po klęsce pod Fratta Todina sprzeciwił się wcieleniu w szeregi wojsk Biordo Michelottiego. W kwietniu 1395 walczył ponownie u boku Alberica da Barbiano w Królestwie Neapolu, bijąc się ze Sforzą. W 1397 był na służbie florentczyków. Dowodził zbrojnym oddziałem składającym się z 30 ludzi. Rok później, jako najemnik Państwa Kościelnego, brał udział w wojnie z Perugią, oblegając najpierw rodowe Montone, po śmierci zaś pana Perugii Michelottiego, atakując miasto, które go skazało przed laty na banicję. Ostatnim aktem działalności zbrojnej Braccio di Montone w okolicach Asyżu była próba wtargnięcia do miasta. Po 1400, gdy Perugią zaczęła rządzić rodzina Viscontich, Braccio ponownie walczył jako najemnik dla różnych panów italskich.
W 1402 po śmierci Gian Galeazza Viscontiego był najemnikiem papieskim, występując przeciwko stronnikom panów Perugii. Gdy w 1403 papież Bonifacy IX zawarł układ z Księstwem Mediolanu, pod kontrolą państwa papieskiego znalazły się Bolonia, Perugia i Asyż. Członkowie szlacheckich rodzin Perugii zapewnili sobie ochronę, wymuszając na papieżu zakaz zbliżania się do miasta dla wcześniej z niego wydalonych.
W 1404 Braccio znowu najął się do służby u Alberica da Barbiano. U boku Lorenza Attendolo walczył przeciw Faenzy i państwu papieskiemu. Sławy przysporzyły mu posunięcia militarne przeciwko wojsku papieskiemu. Nad rzeką Reno w Emilii-Romanii Braccio wybudował trzy mosty, co przyczyniło się do wygranej z wojskami hrabiego Cunio. Sukces zapewnił mu nadanie tytułu kawalera i od tego czasu w jego herbie rodowym umieszczane były insygnia hrabiego Cunio. Wkrótce musiał opuścić obóz Alberica. Któryś z zazdrosnych towarzyszy oskarżył go bowiem przed dowódcą, iż czyha na jego życie. Ostrzeżony przez żonę hrabiego Cunio Braccio umknął pod osłoną nocy. Jakiś czas potem Alberico ponownie dążył do przyciągnięcia Braccio do swojej armii. Ten jednak pozostał niewzruszony i nigdy nie stanął w jednym szeregu z tym, który zaplanował go wcześniej zabić.
W 1406 Braccio wraz z innymi banitami z Perugii walczył przeciwko miastu. Rok później uformował oddział, który pobierał haracz od różnych miast i osiedli w Emilii-Romanii i w dolinie górnego Tybru. Główną bazę dla tych najazdów stanowiło Sansepolcro w Toskanii. W maju 1407 mieszkańcy Rocca Contrada w Marchii zaoferowali mu tytuł pana miasta w zamian za pomoc w walce z markizem Fermo Ludovico Miglioratim, który przystąpił do oblężenia miasta. Braccio przyjął propozycję, zajmując Monte Conero, najeżdżając terytorium Fano, gdzie przejął część zamków. Po zawarciu pokoju z Miglioratim Braccio przeszedł na służbę Władysława andegaweńskiego, króla Neapolu. Braccio utrzymywał wówczas armię składającą się z 1200 rycerzy i 1000 żołnierzy, którym wypłacał żołd wynoszący w sumie 14000 florenów.
W 1408 Perugia poddała się królowi Władysławowi andegaweńskiemu. Zawierając pakty pokojowe zapewniła sobie jednak ochronę przed banitami i ich poplecznikami. W ten sposób Braccio po raz kolejny nie mógł wrócić do rodzinnego miasta. Postanowił udać się do Ankony i ogłosił się nieprzyjacielem Władysława. Zajął Jesi.
W 1409 walczył w Città di Castello, następnie u boku florentczyków w Arezzo. Potem oblegał Zamek Świętego Anioła w Rzymie, na zimę wracając do Marchii. W 1410 Rzym najeżdżany był przez wojska Łukasza i Władysława andegaweńskich. Także różni kondotierzy próbowali swych sił, wśród nich również Braccio. Widząc odwrót wojsk neapolitańskich zaatakował je od tyłu i pokonał pod Sorą. W następnych latach Braccio był aktywny w Umbrii, w Terni i Perugii. Doskonalił rzemiosło wojenne. Ze względu na swą szybkość i skuteczność sposób walki prowadzony przez żołnierzy Braccio nazywany był braccesco.
W 1413 antypapież Jan XXIII nadał mu dobra Montone. Został wezwany do Bolonii, gdzie stanął na czele zarządu miasta. Wykorzystał ten czas do zgromadzenia ogromnej fortuny, zbierając podatki w Rawennie, Forlì, Rimini, Cesenie i w Castel San Pietro. W 1414 walczył w Todi ze Sforzą, który był w tym czasie najemnikiem neapolitańskim. W czerwcu tego roku został z wielkimi honorami przyjęty we Florencji, która zawarła z nim pakt na dziesięć lat.
Gdy 6 sierpnia 1414 zmarł Władysław andegaweński Braccio za sumę 180 000 złotych dukatów oszczędził Bolonię. Maszerując w kierunku Umbrii, zajmował kolejne miasta i zamki. Perugia, obawiając się jego natarcia, poprosiła o opiekę kondotiera Karola I Malatestę, który został ogłoszony Obrońcą mieszkańców Perugii dla Kościoła Świętego. Decydująca bitwa miała miejsce pod Sant'Egidio nad Tybrem 12 lipca 1416. Zwyciężyły wojska Braccio. Szczególną walecznością wsławił się syn Braccio Oddo oraz uczeń Niccolò Piccinino.
Perugia musiała ulec i otworzyć swoje bramy. Braccio został ogłoszony panem Perugii. Także Todi, Narni, Terni i Orvieto uznały go za swego pana. W ten sposób utwierdzona została władza Braccio na terytorium Umbrii. Poprosił on papieża Marcina V o nadanie godności wikariusza Umbri. Papież odmówił wysyłając przeciw Braccio swojego krewnego Guido da Montefeltro i Muzio Sforzę. Obaj zostali pokonani pod Spoleto. Braccio wyruszył na północ w celu zagarnięcia terytoriów Montefeltro, które rozciągały się północ od Gubbio. Chciał przejąć Urbino, by powiększyć swoją domenę aż po Adriatyk. W 1417, po męczącym i nie przynoszącym efektu marszu, wojska Braccio zatrzymały się w Apeninach pod zamkiem w Cantiano. Zamek ten na szereg lat stał się kwaterą główną kondotiera Guidantonio da Montefeltro, przeciwnika politycznego i militarnego Braccio. Po spotkaniu z papieżem we Florencji 14 marca 1419 zajął Bolonię i porzucił myśl o zajmowaniu terytoriów Montefeltro.
Następnie stanął po stronie ekskomunikowanej królowej Neapolu Joanny II, stając się tym samym ekskomunikowanym. W 1422 jego wojska złupiły m.in. opactwo cystersów Chiaravalle di Fiastra koło Maceraty. Dzięki swym zdolnościom militarnym szybko opanował Abruzję. Wspierał Alfonsa V Aragońskiego przeciwko Andegawenom. W 1424 został mianowany wielkim konstablem Królestwa Neapolu, panem Kapui i Foggii. Braccio został ranny 2 czerwca 1424 w L’Aquili. Odmówił prób ratowania swego życia, zmarł 5 czerwca. Decyzją papieża został pochowany w niepoświęconej ziemi. Spoczywał tam do 1432, kiedy to jego wnuk Mikołaj Fortebraccio della Stella, przeniósł prochy dziadka do kościoła św. Franciszka al Prato w Perugii.